# George W. Thomas
George Washington Thomas fue un pianista y compositor nacido en Houston (Texas, Estados Unidos) hacia 1885 y fallecido en Chicago (Illinois, Estados Unidos) en marzo de 1930 (según otras fuentes en Washington D. C., en 1936). Fue miembro de una familia de músicos (su hermano menor, Hersal Thomas, fue un niño prodigio del piano). Compuso varios temas que pueden considerarse como gérmenes del boogie-woogie, entre ellos "New Orleans Hop Scop Blues" y "The Five's". En 1923, con el seudónimo de Clay Custer, grabó su composición "The Rocks". Además fue pionero.
- Datos: Q5545760